# Гиерокл (колесничий)
Гиеро́кл (лат. Hierocles; конец II века — 222) — фаворит и любовник римского императора Гелиогабала.

## Биография
Был родом из Карии, попал в рабство и стал колесничим в Риме. После случая, описанного ниже, стал любимцем Гелиогабала и обрёл огромное влияние при дворе.
Дион Кассий сообщал о Гиерокле:
Мужем этой «женщины» [то есть Гелиогабала] был Гиерокл, карийский раб, бывший фаворитом Гордия, у которого научился езде на колеснице. С этим и связан тот случай, благодаря которому он заслужил внимание императора. Кажется, на одной из гонок Гиерокл выпал из своей колесницы напротив места Сарданапала [так Дион называет Гелиогабала], потеряв во время падения шлем. Увенчанный короной из светлых волос и ещё безусый, он привлёк внимание императора и сразу же был приведён во дворец. Там своими ночными подвигами он пленил Сарданапала более, чем кто-либо, и обрёл огромное влияние. Действительно, его влияние было даже бо́льшим, чем у императора, и мало того — его мать, будучи ещё рабыней, была доставлена в Рим в сопровождении солдат и приравнена по статусу к жёнам бывших консулов.
Элий Лампридий так писал о нравах Гелиогабала:
Возницы Протоген и Кордий сначала были его товарищами в состязании на колесницах, а затем — спутниками всей его жизни и участниками его действий. Многих, чьи тела ему понравились, он переводил со сцены, из цирка и с арены во дворец. Гиерокла он так любил, что целовал его в пах (даже говорить об этом стыдно), уверяя, что этим он совершает священнодействия в честь Флоры.
О величине влияния Гиерокла упоминал следующий факт. В ответ на мольбы императора, восставшие воины заявили, что пощадят Гелиогабала, если он удалит от себя некоторых своих наиболее влиятельных приближённых, в том числе — и в первую очередь — Гиерокла. Гелиогабал согласился на это, но, как сообщает источник, «неотступно просил вернуть ему Гиерокла, этого бесстыднейшего человека».